# Guerra de Successió de Polònia
La Guerra de Successió de Polònia, que va tenir lloc entre els anys 1733 i 1738, va ser una guerra amb un abast global europeu alhora que una guerra civil polonesa, amb considerable interferència d'altres països, que el seu objectiu inicial era el de determinar qui succeiria a August II com a rei de Polònia i Lituània, però que en realitat va suposar també un nou enfrontament dirigit pels Borbó amb la intenció de soscavar o eliminar el poder dels Habsburg a l'Europa occidental, com a continuació de la pròpia Guerra de Successió espanyola.
La guerra va enfrontar d'una banda als partidaris de Frederic August II, elector de Saxònia, qui regnaria a Polònia amb el nom d'August III i per un altre als partidaris d'Estanislau Leszczynski, qui al seu torn ja havia regnat (i regnaria de nou) a Polònia amb el nom d'Estanislau I.
August III va rebre durant aquestes lluites l'ajuda de l'Imperi Rus, de l'Imperi austríac i del Sacre Imperi Romanogermànic, amb Saxònia especialment (territori del que a més era sobirà), mentre que Estanislau I va ser recolzat per França, Baviera, ducat de Savoia, el regne de Sardenya i Espanya.

## La guerra
La mort d'August II, rei de Polònia, sobrevinguda l'1 de gener de 1733, va obrir una crisi de successió. L'emperador romà germànic Carles VI i la tsarina Anna es van pronunciar a favor de l'elector de Saxònia, August III, fill del rei difunt, mentre que a França, però també a Polònia, un important partit militava a favor de la restauració d'Estanislau. El cardenal Fleury, que no tenia gaire simpatia per aquest hoste costós que no aportava res al tresor, el va deixar marxar secretament a Polònia mentre un doble prenia ostensiblement el mar a Brest sobre un vaixell francès. El 8 de setembre de 1733, Estanislau va arribar a Varsòvia i va ser reconegut rei de Polònia i gran duc de Lituània per la dieta el 12 de setembre mentre els adversaris d'Estanislau ja havien començat a prendre les armes.
Des de la seva elecció, Rússia va enviar tropes i, des del 22 de setembre, Estanislau es va haver de refugiar en Dantzig (Gdańsk) per a esperar-hi l'ajuda, mentre el 5 d'octubre, August III era proclamat rei a Varsòvia sota la protecció dels exèrcits russos. El 10 d'octubre, Lluís XV de França, no podent enfrontar-se a Rússia, difícil d'atènyer, va declarar la guerra al seu aliat, l'Emperador Carles VI. Va ser el començament de la Guerra de Successió de Polònia.
Per evitar separar-se de les potències neutrals, el cardenal Fleury es va guardar bé d'enviar reforços a Estanislau, que estava sent assetjat en Danzig per les tropes russes a partir de febrer 1734 i sotmès a un incessant piconament d'artilleria. Per salvar les aparences i evitar un atac anglès al Bàltic. es va limitar a despatxar alguns vaixells portant aproximadament 2000 homes que foren derrotats a l'altura de Danzig a finals de maig. Estanislau, del qual el cap havia estat posat a preu, es va haver d'evadir sota una disfressa el 27 de juny ajudat per un espia de Lluís XV, el Cavaller de Béla, i, després de diverses aventures, va trobar refugi, el 3 de juliol, a Prússia, on Frederic Guillem I de Prússia el va acollir al castell de Königsberg.
José Carrillo de Albornoz va atacar als austríacs en la batalla de Bitonto el 25 de maig de 1734 i va arrabassar als austríacs el Regne de les Dues Sicílies.

## Conseqüències

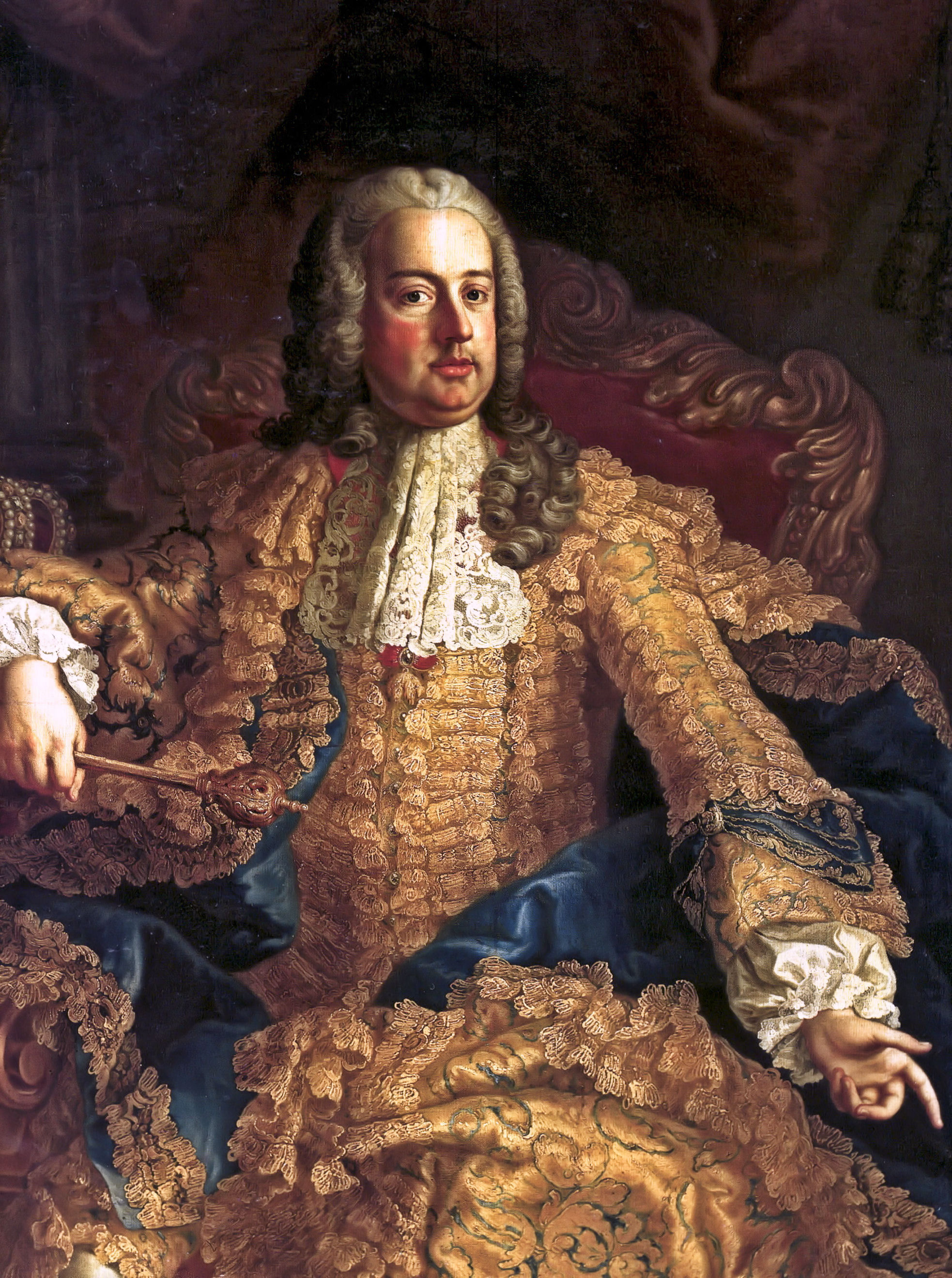
Francesc de Lorena-Harcourt.

Després de cinc llargs anys de lluita, havia arribat el moment de fer la pau, i cadascun dels països involucrats en la guerra va buscar el mitjà de fer valer en els acords de pau els avantatges aconseguits en la lluita.
Així, França ja havia iniciat des de 1735 contactes amb Àustria per buscar un acord, després de demostrar en els camps de batalla la seva superioritat militar al nord d'Itàlia i la dels seus aliats espanyols al sud d'Itàlia. Unida a França pel primer dels anomenats Pactes de Família Espanya va cedir la iniciativa diplomàtica a França, que va arribar a l'acord amb Àustria d'acceptar la Pragmàtica Sanció austríaca per la qual l'herència del Sacre Imperi Romanogermànic passaria a les mans de Maria Teresa I d'Àustria, casada amb Francesc III de Lorena. A canvi, Àustria faria diverses concessions.
Les converses preliminars van desembocar en el Tractat de Viena, signat en el mateix 1735 (encara que no va ser ratificat fins al 1738), que va posar fi al conflicte.
La primera conseqüència dels acords de pau, pel que fa a Polònia, causa teòrica de la guerra, va ser que August III de Polònia va quedar completament consolidat com a rei del país, quedant definitivament descartat Estanislau I de Polònia. No obstant això, la dependència en la qual quedava el país respecte de les grans potències no trigaria a passar-li una amarga factura, amb els repartiments de Polònia entre els països veïns a l'últim quart del segle xviii.
Per compensar a Estanislau, se cedia a aquest el ducat de Lorena, fins llavors en mans de Francesc III de Lorena, casat amb Maria Teresa d'Àustria. Amb aquesta compensació, a més, França obtenia la desvinculació de la Lorena als Habsburg i la seva adscripció a una branca de la mateixa família reial francesa, ja que esperaven que el ducat revertís a la filla d'Estanislau, Maria Leszczynska, casada amb Lluís XV de França. D'aquesta manera, França aconseguiria el que considerava la seva frontera natural, el riu Rin, consolidant les seves posicions a Alsàcia.
Francesc de Lorena, per la seva banda, rebria el Gran Ducat de Toscana, a Itàlia, vacant des de la mort de Joan Gastó I de Toscana, últim dels Mèdici, com a compensació, a més de veure reconeguts els drets de la seva esposa a l'herència austríaca. Això no va impedir que poc després, el 1740, esclatés la Guerra de Successió Austríaca, per la disputa d'aquesta herència.
Espanya va obtenir guanys territorials, però no per ser unides a la Corona, sinó per a branques menors. En concret, es reconeixia a l'infant Carles, duc de Parma, com rei de Nàpols, amb el nom de Carles VII de Nàpols. No obstant això, no va aconseguir el reconeixement dels compromisos prèviament assumits per França en el Tractat de l'Escorial.
Per compensar als austríacs, Carles els cedia el ducat de Parma, al que s'afegien el ducat de Plasència i el ducat de Guastalla. Els piemontesos obtenien alguns guanys territorials menors, però especialment aconseguien el reconeixement del seu estatus com a potència regional al nord d'Itàlia.
Rússia no obtenia cap guany territorial, però sí que aconseguia un estrenyiment dels seus vincles amb el regne de Polònia, alhora que feia la seva presentació en el camp polític, diplomàtic i militar europeu, en qualitat de gran potència, la qual cosa li asseguraria poc després una àmplia millora de les seves possessions territorials amb les particions de Polònia.